# ウェダーバーンの小定理
数学において、ウェダーバーンの小定理 (英: Wedderburn's little theorem) はすべての有限域が体であることを述べるものである。言い換えると、有限環において、域、斜体、体の違いはない。
アルティン・ツォルンの定理はこの定理を交代環へと一般化する： すべての有限単純交代環は体である。

## 歴史
最初の証明は Joseph Wedderburn によって1905年に与えられ、彼はその後2つの別証を与えた。別の証明は Leonard Eugene Dickson によって Wedderburn の最初の証明のすぐ後に与えられ、Dickson は Wedderburn が先であることを認めていた。しかしながら、(Parshall 1983) に述べられているように、Wedderburn の最初の証明は正しくなく――飛躍があり――彼の次の証明は Dickson の正しい証明を読んだ後に現れたのだった。そのため、Parshall は最初の正しい証明は Dickson に帰するべきだと主張している。
後に簡潔な証明が Ernst Witt によって与えられた。Witt の証明の概略は下で与えられる。また別の方法は、定理は以下の議論によって Skolem–Noether の定理 の帰結である。D を有限可除代数で中心を k とする。[D : k] = n2 とし q を k の濃度とする。D のすべての極大部分体は qn 個の元を持つ。なのでそれらは同型でありしたがって Skolem–Noether によって共役である。しかし有限群（今の場合 D の乗法群）は真の部分群の共役の和集合ではありえない。したがって n = 1 である。

## 有限体の Brauer 群との関係
定理は本質的に、有限体の Brauer 群が自明であると言うことと同値である。実は、この特徴づけから直ちに以下のように定理の証明が出る。k を有限体とする。Herbrand 商は有限性によって消えるから、{\displaystyle \operatorname {Br} (k)=H^{2}(k^{\text{al}}/k)} は {\displaystyle H^{1}(k^{\text{al}}/k)} と一致し、これはヒルベルトの定理90によって消える。

## 証明の概略
A を有限域とする。A の各元 x ≠ 0 に対し、2 つの写像
{\displaystyle a\mapsto ax,a\mapsto xa:A\to A}
は cancellation property によって単射であり、したがって有限性から全射である。基本的な群論からA の非零元全体は乗法について群をなすことが従う。したがって、A は斜体である。A の中心 Z(A) は体であるから、A は Z(A) 上有限 n 次元のベクトル空間である。すると我々の目標は n = 1 を示すことである。q を Z(A) の位数とすると、A の位数は qn である。中心に入っていない各 x ∈ A に対して、x の centralizer Zx の位数は qd である。ここに d は n より小さい n の約数である。Z(A)*, Zx*, A* を乗法について群と見て、類等式を次のように書ける
{\displaystyle q^{n}-1=q-1+\sum {q^{n}-1 \over q^{d}-1}}
ただし和は Z(A) に入っていないすべての代表元 x を渡り、d は上で議論された数である。qn−1 と qd−1 はともに円分多項式 {\displaystyle \Phi _{f}(q)} のことばによって分解できる。
多項式の恒等式
{\displaystyle x^{n}-1=\prod _{m|n}\Phi _{m}(x)}　および　{\displaystyle x^{d}-1=\prod _{m|d}\Phi _{m}(x)}
から、x = q とおくと、
{\displaystyle \Phi _{n}(q)}　は qn−1 と {\displaystyle {q^{n}-1 \over q^{d}-1}} をともに割り切る
ことがわかるので、上の類等式によって {\displaystyle \Phi _{n}(q)} は q−1 を割らなければならず、したがって
{\displaystyle |\Phi _{n}(q)|\leq q-1}.
これによって n が 1 でなければならないことを見るために、n > 1 に対して
{\displaystyle |\Phi _{n}(q)|>q-1}
であることを、複素数上の分解を用いて示す。多項式の恒等式
{\displaystyle \Phi _{n}(x)=\prod (x-\zeta )},
ただし ζ は 1 の原始 n 乗根を渡る、において、x を q とし、絶対値を取ると
{\displaystyle |\Phi _{n}(q)|=\prod |q-\zeta |}.
n > 1 に対して
{\displaystyle |q-\zeta |>|q-1|}
であることが、複素平面での q, 1, ζ の位置を見れば分かる。したがって
{\displaystyle |\Phi _{n}(q)|>q-1}.